# Muhammad al-Chalidi
Muhammad al-Chalidi (arabisch: محمد بن مال الله بن عبدالله الخالدي, DMG: Muḥammad ibn Māl Allāh ibn ʿAbd Allāh al-Ḫālidī, * 23. November 1957 in al-Muharraq, Bahrain) ist ein islamischer Gelehrter wahhabitischer Richtung.

## Leben
Al-Chalidi wurde in der bahrainischen Stadt Al-Muharraq geboren und wuchs dort auf. Nach der Schule studierte er an der al-Azhar Universität, jedoch wird in keiner seiner arabischen Biografien erwähnt, in welchem Fach er sich spezialisiert hatte. Bekannt ist, dass er danach beim Justizministerium in Bahrain arbeitete, bevor er ins Finanzministerium wechselte und dann Prediger in der Moschee al-Ḫayr in der bahrainischen Stadt Ḥamad wurde. Zu diesem Zeitpunkt war er gerade einmal 20 Jahre alt. Seine stark anti-schiitischen Standpunkte wurden ihm zum Verhängnis und er wurde für zehn Jahre in Bahrain inhaftiert. Einflussreiche Gelehrte bemühten sich um ihn und so kam er nach fünf Jahren Haft wieder frei.

## Ideologische Standpunkte
Al-Chalidi ist ein stark anti-schiitischer Gelehrter, der in seinen Schriften von dem pakistanischen Gelehrten Iḥsān Ilāhī Ẓahīr der Ahl-i Ḥadīṯ beeinflusst wurde. Ẓahīr wurde aufgrund seiner radikalen Ansichten 1987 getötet und in Saudi-Arabien beigesetzt. Da nun al-Chalidi in dessen Fußstapfen trat, wird er als "mutiger Verteidiger der Sunna des Propheten" beschrieben. Ein weiterer Gelehrter, zu dem al-Chalidi gute Beziehungen pflegte war Abdallah ibn Dschibrin, der ebenfalls für seine anti-schiitische Polemik bekannt war.
In einer Rede, die auf YouTube hochgeladen wurde, spricht al-Chalidi gegen die Zwölferschiiten. Die Basis ist dabei die Tahrif-Debatte. Al-Chalidi wirft den Schiiten vor Ungläubige zu sein, da sie annehmen, der Koran sei zu Ungunsten ʿAlīs verfälscht worden.
Al-Chalidi veröffentlichte auf der Website der King Faisal University die Schrift "Risāla fī r-radd ʿalā ar-Rāfiḍa" von Muḥammad ibn ʿAbd al-Wahhāb, in welcher dieser seine Polemik gegen die Zwölferschiiten zusammenfasste.